# Samsung Galaxy A04
Il Samsung Galaxy A04 è uno smartphone di fascia bassa prodotto da Samsung, facente parte della serie Samsung Galaxy A.

## Caratteristiche tecniche

### Hardware
Il Galaxy A04 è uno smartphone con form factor di tipo slate, le cui dimensioni sono di 164,4 × 76,3 × 9,1 millimetri e pesa 192 grammi. Il frame laterale ed il retro sono in plastica.
Il dispositivo è dotato di connettività GSM, HSPA, LTE, di Wi-Fi 802.11 a/b/g/n/ac con supporto a Wi-Fi Direct ed hotspot, di Bluetooth 5.0 con A2DP e LE, di GPS con GLONASS, GALILEO e QZSS, NFC (in base al mercato/regione). Ha una porta USB-C 2.0 ed un ingresso per jack audio da 3,5 mm.
Presenta uno schermo touchscreen capacitivo da 6,5 pollici di diagonale, di tipo LCD TFT Infinity-V, con aspect ratio 20:9, angoli arrotondati e risoluzione HD+ 720 × 1600 pixel (densità di 270 pixel per pollice). Il dispositivo è stato commercializzato sia in versione mono che dual SIM.
La batteria ai polimeri di litio da 5000 mAh non è removibile dall'utente. La ricarica è standard.
Il chipset è un MediaTek Helio P35. La memoria interna, di tipo eMMC 5.1, è di 32 o 64 GB, mentre la RAM è di 3 o 4 GB (in base alla versione scelta).
La fotocamera posteriore ha 2 sensori, uno principale da 50 MP con apertura f/1.8 ed uno da 2 MP (profondità) f/2.4, è dotata di autofocus e flash LED, in grado di registrare al massimo video Full HD a 30 fotogrammi al secondo, mentre la fotocamera anteriore è da 5 MP f/2.2, HDR e registrazione video massimo video in Full HD a 30 fps.

### Software
Il sistema operativo è Android 12. Ha l'interfaccia utente personalizzata One UI Core 4.1, aggiornata poi alla versione 5.1.

## Varianti

### Galaxy A04s
Il Galaxy A04s è uno smartphone di fascia bassa prodotto da Samsung.
Si presenta come una versione "migliorata" del Galaxy A04, apportando diversi cambiamenti: dimensioni: 164,7 × 76,7 × 9,1 mm, peso 195g. Ha un lettore d'impronte digitali laterale sul tasto di accensione, display a 90 Hz, processore Samsung Exynos 850 con CPU octa-core (8 core a 2 GHz) e GPU ARM Mali G32, tripla fotocamera (50 MP principale + 2 MP macro + 2 MP di profondità) e porta USB-C 2.0 con ricarica rapida a 15 W.

### Galaxy A04e
Il Galaxy A04e è uno smartphone di fascia bassa prodotto da Samsung. Presentato il 20 ottobre 2022, è in vendita dal 7 novembre seguente.
Si presenta come una versione più economica del Galaxy A04: dimensioni 164,2 × 75,9 × 9,1 mm, peso 188 g. La fotocamera principale è da 13 MP e 2 MP di profondità; mentre la frontale rimane da 5 MP. Lato connettività presenta il Wi-Fi b/g/n e Bluetooth 5.0. Il restante è identico al modello principale.
Viene presentato, il 9 dicembre 2022, in India come Galaxy M04. È in vendita dal 16 dicembre seguente.
Viene presentato, il 4 gennaio 2023, per il mercato Flipkart come Galaxy F04. È in vendita dal 12 gennaio seguente.